# Тербланш, Эжен Ней
Эже́н Ней Тербла́нш (африк. Eugène Ney Terre'Blanche; 31 января 1941, Вентерсдорп — 3 апреля 2010, Вентерсдорп), иногда имя произносится как Юджин Тербланш — южноафриканский ультраправый политик, идеолог африканерского национализма и белого расизма. Безоговорочный приверженец системы апартеида, основатель и лидер Движения сопротивления африканеров. Активно применял насильственные методы в политической борьбе. Убит работниками-неграми на своей ферме за задержку зарплаты.

## Происхождение
Родился в семье выходцев из Франции. Эстьен Тербланш, дальний предок Эжена Тербланша, был гугенотом, в начале XVIII века бежавшим из Прованса по причине гонений на протестантизм. Тербланши обосновались в Южной Африке, занялись сельским хозяйством и приобрели собственную ферму.
Фамилия в переводе с французского означает «белая земля». Второе имя было дано Эжену в честь наполеоновского маршала Мишеля Нея, прозванного «Львом» и считавшегося «храбрейшим из храбрых».
Семья Тербланш имела собственную ферму и исповедовала самые крайние формы бурского мировоззрения и африканерского национализма. Конфессионально Тербланши принадлежали к Африканерской протестантской церкви, придерживающейся ортодоксального кальвинизма. Этьен Тербланш, дед Эжена Тербланша, участвовал в англо-бурской войне. Вильбуа-Мареуль Тербланш, отец Эжена Тербланша, служил в вооружённых силах ЮАС, имел звание подполковника.
С детства Эжен Ней Тербланш проявлял интерес к политике и был убеждённым белым расистом. В школьные годы состоял в организации Jong Afrikanerharte — Африканерские юные сердца. С 1962 он служил в южноафриканской полиции, дислоцированной на территории оккупированной ЮАР Намибии. Впоследствии был переведён в специальное полицейское формирование, охранявшее членов правительства.

## Политическая деятельность при режиме апартеида

### Активист HNP
Эжен Тербланш был сторонником Хендрика Фервурда, но после его убийства критиковал за «либерализм» нового премьера Балтазара Форстера. В 1966 он оставил службу в полиции и начал хозяйствовать на семейной ферме. Три года спустя вступил в Возрождённую национальную партию (HNP) Альберта Герцога. Возглавлял партийную организацию в Хейдельберге.
HNP объединяла ультраправых расистов, недовольных некоторой — очень относительной — «умеренностью» Форстера по сравнению с Фервурдом. В частности, протесты крайних расистов вызвало решение Форстера установить дипломатические отношение с Малави. Тербланш попытался избраться от этой партии в парламент, но безуспешно — значительное большинство африканеров поддерживали правящую Национальную партию. Неудача на выборах разочаровала Тербланша в парламентской системе, даже в варианте ЮАР, где чернокожее большинство население было лишено избирательных прав.

### Основатель AWB
7 июля 1973 Эжен Тербланш с шестью единомышленниками основал ультрарадикальную организацию белых расистов Движение сопротивления африканеров (AWB). С позиций крайнего африканерского национализма AWB выступала за создание Фолькстата — автономного бурского государственного образования типа Оранжевой Республики, куда неграм был бы запрещён доступ. AWB стояла также на позициях антикоммунизма и антилиберализма. В идеологии и символике организации имелись явные нацистские черты.
Первоначально AWB действовала в формате военизированного тайного общества. Объектами её нападок и атак часто являлись не только негры, активисты АНК и ЮАКП, но и белые граждане ЮАР, склонные к «либерализму», «потворству коммунизму», обвинённые в «измене белой расе». Наибольшую известность приобрёл эпизод 28 марта 1979, когда активисты AWB подвергли обструкции и вымазыванию в смоле и перьях профессора Преторийского университета за оценку Битвы на Кровавой реке, расходящуюся с традиционными бурскими представлениями.

### Конфликты с властями
Позиции AWB и персонально Тербланша ещё более радикализировались в 1980-е, когда правительство Питера Боты начало проводить реформы, содержащие определённые уступки чернокожему большинству. Несмотря на противодействие властей, численность AWB к середине 1980-х достигла 70 тысяч членов и активных сторонников. Наибольшую поддержку Тербланш встречал в сельской местности, среди консервативных фермеров. Движение по-прежнему строилось на полувоенной основе, предпринимало силовые акции, имело скрытые арсеналы. Эжен Тербланш показал себя способным организатором и харизматичным оратором.
В 1982-1983 полиция ЮАР провела несколько мероприятий в отношении AWB. Эжен Тербланш, его брат Андреас и ряд других активистов были арестованы за незаконное хранение оружия. Состоялся суд, вынесший обвинительный вердикт. Эжен Тербланш был приговорён к двум годам заключения условно с испытательным сроком в пять лет.
В мае 1986 Эжен Тербланш организовал и возглавил протестную акцию против приезда в Петерсбург министра иностранных дел Фредерика Боты (расистские радикалы считали «предательской» попытку нормализации отношений ЮАР с соседними африканскими государствами, особенно с Мозамбиком).

## Борьба против демонтажа апартеида
Начатые в 1989 реформы президента Фредерика де Клерка, направленные на демонтаж апартеида, вызвали жесточайшее отторжение африканерских националистов и расистов. Эжен Тербланш провозглашал, что эта политика ведёт к гражданской войне и капитуляции перед коммунизмом. Он попытался создать предвыборную коалицию ультраправых с участием AWB, HNP и Консервативной партии Андриса Треурнихта. Однако проект не удалось реализовать. При публичной полемике Тербланша с де Клерком президент пользовался гораздо большей поддержкой. Тогда Тербланш сделал ставку на внеправовые формы борьбы. ABW провела ряд силовых акций и вооружённых атак.
9 августа 1991 президент де Клерк прибыл для публичного выступления в Вентерсдорп, родной город Эжена Тербланша. AWB призвала белых жителей на акцию протеста. Под руководством Тербланша в городе собрались до 2 тысяч его вооружённых сторонников, в том числе прибывшие из населённых пунктов ЮАР и Намибии. Их блокировали усиленные наряды полиции. Активисты AWB открыли стрельбу на поражение, полиция ответила огнём. Погибли три члена ABW и один случайный прохожий. Ранения получили 6 полицейских, 13 боевиков Тербланша и 29 других участников встречи де Клерка. Беспорядки в Вентерсдорпе стали первым случаем в истории ЮАР, когда государство применило силу против сторонников апартеида.
25 июня 1993 боевики-африканеры, в том числе члены AWB во главе с Тербланшем, атаковали торговый центр в Кемптон-Парке близ Йоханнесбурга. В этом здании велись многопартийные переговоры о демонтаже апартеида. Произошло столкновение с полицией, был нанесён крупный материальный ущерб.
В целом в период 1989—1995 Эжен Тербланш являлся лидером наиболее радикальной расистской оппозиции реформаторскому правительству де Клерка. Первые многорасовые парламентские выборы 1994 его партия бойкотировала. Тербланш выдвигал идеи отделения белой общины от ЮАР, призывал скрываться в труднодоступных местах, полностью отказываться от связей с чернокожими, в том числе от найма работников-негров. При этом сам он не был в этом последователен, на его ферме работали африканцы.

## Инцидент в Бопутатсване
В 1992 Эжен Тербланш заключил альянс с президентом бантустана Бопутатсвана Лукасом Мангопе. Это шло вразрез с расистскими принципами, не допускавшими сотрудничества с негритянскими деятелями, но интересы политической целесообразности оказались сильнее. На декларативном уровне союз создавался для совместного противостояния коммунистической угрозе. Реально ABW искало союзников в борьбе за сохранение апартеида, а власти Бопутатсваны отказывались подчиняться Претории и терять доходы от запрещённых при апартеиде в ЮАР увеселительных заведений.
В марте 1994 Тербланш встретился с Мангопе и выразил поддержку в его отказе от участия в многорасовых выборах. Мангопе призвал на помощь против правительственных сил ЮАР белых боевиков. Около сотни вооружённых активистов движения Тербланша прибыли в Бопутатсвану на пикапах. Они открыли беспорядочный огонь и убили нескольких африканцев. Местная полиция также открыла огонь, под которым AWB в беспорядке отступили.
Вскоре после этого Мангопе был свергнут, Бопутатсвана вошла в состав ЮАР.

## Суд и заключение
После окончательной ликвидации апартеида было прекращено по амнистии уголовное преследование Тербланша по делу о нападении в Кемптон-Парке. Участвовал в заседаниях комиссии по примирению, резко полемизировал с де Клерком. AWB продолжало легальную деятельность, однако снизило активность и утратило прежнее влияние.
В июне 2001 года Эжен Тербланш предстал перед судом за избиение чернокожего работника автозаправочной станции Джона Ндзимы и покушение на убийство частного охранника Пола Мотшаби (вторая ситуация обернулась тяжкими последствиями для здоровья потерпевшего). Тербланш заявлял на суде, что конфликт с Ндзимой возник случайно (якобы сорвалась с поводка собака) и отрицал причастность к избиению Мотшаби. Однако суд признал его виновным и приговорил к 6 годам заключения.
Тербланш являлся в тюрьме одним из трёх белых заключённых среди восьмисот африканцев. Был досрочно освобождён в 2004 году. Встречать его явились несколько десятков сторонников, которых оказалось значительно меньше протестовавших или высмеивающих Тербланша африканцев.
Во время заключения объявил о своём рождении свыше, сменил риторику, начал проповедовать терпимость и примирение. В то же время продолжал отстаивать концепцию Фолькстата.
При опросе 2004 года Эжен Тербланш занял 25-е место в перечне «100 великих южноафриканцев», что было расценено как «шокирующий результат».

## Убийство
Последние годы Эжен Тербланш прожил на семейной ферме Вилланна в Вентерсдорпе. Он оставался лидером AWB, временами выступал на митингах, но гораздо менее активно, чем прежде.
3 апреля 2010 69-летний Эжен Тербланш был убит своими чернокожими батраками, мстившими хозяину фермы за задержку зарплаты. 28-летний Крис Махлангу и 15-летний Патрик Ндлову насмерть забили Тербланша во сне деревянной дубинкой «нобкиерри» и мачете. Политических или расовых мотивов они при этом не имели.
Позже на суде Махлангу также назвал одной из причин мести эксплуатацию детского труда на ферме и заявил, что Тербланш трижды или четырежды подвергал его сексуальному насилию и заразил ВИЧ, однако судья отверг эти утверждения.
Реакция в обществе была двойственной. Единомышленники Эжена Тербланша глубоко скорбели, на ферме, ставшей местом убийства появилась гора цветов. В специальном заявлении AWB говорилось, что организация категорически отвергает насилие. Преемником Тербланша на посту председателя AWB стал Стейн ван Ронге.
Многие африканцы, особенно потерпевшие от расистского насилия, не скрывали своей радости и открыто выражали симпатии к убийцам. Вынесение в 2012 обвинительных приговоров в отношении Махлангу (признан виновным в убийстве и грабеже и осуждён пожизненно) и Ндлову (оправдан по обвинению в убийстве, но признан виновным в грабеже) сопровождалось уличными столкновениями.
Гибель Тербланша стала крупным политическим событием. Президент ЮАР Джейкоб Зума — непримиримый противник Тербланша — выступил ночью со специальным телеобращением к нации. Он высказал сожаление о происшедшем, сурово осудил убийц и призвал население к спокойствию и ответственности. Зума особо выразил соболезнования вдове Марти Тербланш и дочери убитого Биа Тербланш.

## Интересные факты
Эжен Тербланш был известен не только как политик, но и как поэт. В годы апартеида его стихи входили в школьные программы.
В 1991 британский режиссёр-документалист Ник Брумфилд снял фильм Лидер, его шофёр и жена шофёра (название отсылает к Повар, вор, его жена и её любовник Питера Гринуэя). Демонстрация на Channel 4 собрала 2,3 миллиона зрителей. Картина, посвящённая Эжену Тербланшу, изобразила его в сатирическом свете. Особенную ярость Тербланша вызвал эпизод, где демонстрируется его падение с лошади на параде в Претории.
После показа картины иск за клевету к Channel 4 подала известная журналистка Джани Аллан, выведенная в фильме как внебрачная связь Тербланша.